# Alexander von Wittenhorst–Sonsfeld
Alexander von Wittenhorst–Sonsfeld (geboren am 1767; gestorben nach 1829) war ein preußischer Gutsbesitzer, Kreisdeputierter und 1828/1829 auftragsweise Landrat des Kreises Duisburg.

## Leben
Wittenhorst–Sonsfeld, Gutsbesitzer in Voerde, versah als Kreisdeputierter in der Nachfolge des Kreissekretärs Anton Coutelle vom 1. August 1828 bis zum 2. April 1829 auftragsweise die Verwaltung des Kreises Duisburg.